# O Vendedor de Sonhos: O Chamado

O Vendedor de Sonhos: O Chamado (Em Portugal, O Vendedor de Sonhos: O Chamamento e nos EUA, The Dreamseller: The Calling) é um romance da autoria de Augusto Cury, o primeiro da série O Vendedor de Sonhos. O livro foi o 6º mais vendido de 2009 segundo a Revista Veja.

## Enredo
O livro inicia com a tentativa de suicídio do alto do edifício San Pablo, onde o professor universitário Júlio César Lambert tenta atirar-se. Diversas pessoas se aglomeram em volta dele, para evitar essa terrível situação. Bombeiros, psiquiatras, psicólogos, policiais, todos se aproximam e tentam convence-lo a não fazer essa barbaridade. 
Mas as tentativas de nada adiantavam, até que um maltrapilho apareceu com suas simples e sabias palavras, conversando com o professor conseguindo salvar sua vida. A partir de então conviveu com este simples homem, que tinha a grande missão de vender sonhos. 
Cada caminho que eles percorriam encontravam novas pessoas, cada uma com seu devido problema em situações diferentes. Todos ficavam extasiados com as sabias palavras do maltrapilho passando a segui-lo. No grupo de discípulos tinha o alcoólatra Bartolomeu, porém muito sarcástico e bem humorado. O ladrão Dimas, mais conhecido como Mão de Anjo.  O Salomão que sofria com uma doença psicótica compulsiva. E Monica, a linda modelo que sofria de bulimia, devido às exigências de sua profissão.  Todos muito impressionados com as palavras do mestre (maltrapilho). 
O grupo se uniu e continuavam com a missão de seu mestre que era a de vender sonhos, todos eles baseados nos ensinamentos de Jesus Cristo, nos valores mais importantes da vida que é a alegria, a paz, a honestidade, etc. Valores esses que ao longo do tempo vem se perdendo cada dia mais. Mostrando para todos que o dinheiro, os bens materiais não são os mais importantes e quando idolatrados podem ser destrutivos.  

## Sequências
- Devido ao sucesso de "O Vendedor de Sonhos: O Chamado"[5], Augusto Cury escreveu duas continuações: O Vendedor de Sonhos e a Revolução dos Anônimos, lançado em Abril de 2009, e O Semeador de Ideias, lançado em 2010.

- Em Novembro de 2009 foi lançado De Gênio e Louco todo Mundo tem um Pouco que resume a história da Saga O Vendedor de Sonhos, porém pela visão dos personagens  Bartolomeu Boquinha e Barnabé Prefeito.

## O Vendedor de Sonhos: O chamado
Os Livros de Augusto Cury podem ser encontrados em mais de 50 países do mundo. Os romances da série O Vendedor de Sonhos tiveram milhões de exemplares vendidos no Brasil. O Vendedor de Sonhos conquistou o mercado asiático e russo, foi nomeado para o melhor livro de 2009, e foi eleito no mesmo ano, a melhor ficção internacional na China. Em Portugal, os seus leitores apaixonados, organizaram um grupo de estudos para discutir as teorias de Cury, e publicaram suas conclusões sobre o assunto:
- Centro Augusto Cury

## Críticas
"O desenrolar deste romance intelectual é magistral." - Library Journal
"A voz doce de Cury e seu senso de humor mantêm as platitudes e a alegoria bíblica de uma história deliciosa." - Publishers Weekly

## Adaptação Cinematográfica
O livro "O Vendedor de Sonhos: O Chamado", terá uma adaptação para os cinemas.
O produtor LG Tubaldini Jr., através de sua produtora de filmes Filmland Internacional, obteve os direitos de adaptação da obra e pretende filmá-la em 2015.